# Caso Huertas
El caso Huertas hace referencia a la detención y procesamiento del periodista catalán Josep Maria Huertas Clavería el 22 de julio de 1975 que provocó al día siguiente la primera huelga de prensa en España desde el final de la guerra civil en 1939 y estando todavía bajo el régimen de la dictadura de Francisco Franco.

## Las viudas de militares
El sábado 6 de junio de 1975, Huertas publicó en el diario Tele/eXprés un reportaje titulado «Vida erótica subterránea», en el que hacía un repaso histórico sobre la vida sexual de Barcelona desde los años 20 a los 60 del siglo XX. Sin embargo, y pese a haber sido revisado por el redactor jefe de la publicación, hubo una frase que molestó a los militares, colectivo que todavía tenía un gran peso social. En el reportaje, Huertas afirmaba: 
«Un buen número de “meublés” (casas de citas) están regentados por viudas de militares, al parecer por la dificultad que para obtener permiso para abrir algunos hubo después de la guerra».
Tras su publicación y debido a la reacción de los militares, Huertas fue detenido y procesado el 22 de julio por injurias al ejército tras un consejo de guerra sumarísimo, que le condujo a la Cárcel Modelo de Barcelona. Esta decisión, considerada tremendamente injusta por los compañeros periodistas de Huertas, provocó el 23 de julio la primera huelga de prensa en España desde el final de la guerra civil española en 1939. La protesta llegó a tal punto que cinco de los ocho diarios barceloneses, Tele/eXprés, Mundo Diario, El Correo Catalán, Diario de Barcelona y El Noticiero Universal, no salieron a la calle al día siguiente. La excepción fueron los dos diarios del régimen, La Prensa y Solidaridad Nacional, y La Vanguardia.

## Represión franquista
Huertas sufrió en primera persona las consecuencias de la represión franquista todavía vigente pese a la Ley de Prensa e Imprenta de 1966, la conocida popularmente como la "Ley Fraga". Este nombre se debía a su autor, Manuel Fraga Iribarne, Ministro de Información y Turismo del Gobierno de Francisco Franco, leal a la dictadura pero con una mentalidad de apertura del régimen, que modificó la ley anterior de 1938 eliminando la censura previa.
La situación de Huertas se complicó, una vez dentro de la prisión, al ser acusado de dar apoyo a un miembro de la organización terrorista vasca Euskadi Ta Askatasuna (ETA) llamado Wilson, que supuestamente había atentado contra el almirante Carrero Blanco. El vínculo se estableció al encontrar en la agenda del etarra arrestado los datos de contacto de Huertas. Pese a los intentos de Araceli Aiguaviva, la esposa de Huertas, por aclarar la relación entre ambos hombres mediante una carta publicada en un diario el 26 de agosto, un tribunal militar condenó al periodista a dos años de prisión.

## Salida de prisión
Finalmente, Huertas no tuvo que cumplir la sentencia completa y terminó saliendo de la Cárcel Modelo de Barcelona el 13 de abril de 1976, ocho meses y veinte días más tarde de su ingreso en prisión. Este recorte de la pena se produjo, en parte, gracias a la muerte de Franco el 20 de noviembre de 1975. El denominado caso Huertas hizo del periodista un símbolo de la libertad de expresión y un referente de la lucha antifranquista, y se convirtió en 2017 en el primer juicio franquista anulado por el gobierno de la Generalidad de Cataluña.